# Asigurarea internațională de sănătate
O asigurare de sănătate oferă protecție prin acoperirea a ceea ce beneficiarii lor ar fi nevoit să plătească în cazul unei probleme de sănătate. Asigurarea internațională de sănătate este un tip de asigurare privat menit să acopere costuri pentru servicii medicale atât pe teritoriul țării natale a asiguratului, cât și în afara țării.
Planurile de asigurare medicală internațională oferă posibilitatea accesării oricărui spital la alegere din lume. Față de asigurările medicale naționale, asigurarea internațională de sănătate poate acoperi costuri atât pentru situații urgente, cât și pentru prevenția sau tratamentul situațiilor medicale complexe, precum cancer, transplanturi sau chiar proceduri stomatologice, în funcție de tipul de poliță ales.
De asemenea, persoana asigurată este cea care alege furnizorul medical, dintre clinici din întreaga lume. Companiile care oferă astfel de tipuri de asigurări pot stabili planuri personalizate atât pentru persoane fizice și membrii familiei lor, cât și pentru companii și angajații lor.

## Costuri acoperite
În funcție de tipul de poliță ales, costurile acoperite variază între 500, 000 și 3 milioane de euro. Cele mai comune situații medicale acoperite integral de o asigurare internațională de sănătate:
- Spitalizare
- Consultații medicale
- Analize și investigații
- Interventii chirurgicale
- Terapie recuperatorie
- Îngrijire maternală
- Evacuare medicală
- Repatriere

În funcție de tipul de asigurare ales, asigurarea internațională de sănătate poate acoperi costuri și pentru:
- Tratament pentru condiții pre-existente agravate(astm, diabet)
- Boli cronice
- Fizioterapie
- Suport psihiatric
- Preventia si tratamentul cancerului
- Prevenție, îngrijire și tratament al situațiilor stomatologice, inclusiv ortodontiție

## Excluderi generale
Pentru următoarele situații medicale, planurile de asigurare internațională de sănătate nu oferă acoperire decât în cazuri deosebite:
- Tratamentul bolilor pre-existente
- Îngrijire medicală necesară în urma atacurilor teroriste, războaielor sau acțiunilor ilegale
- Tratament pentru răni cauzate de practicarea unor sporturi extreme sau consumul de droguri sau alcool.